# Lomas de Tlatelolco
Lomas de Tlatelolco är en ort i Mexiko.   Den ligger i kommunen Tijuana och delstaten Baja California, i den nordvästra delen av landet, 2 300 km nordväst om huvudstaden Mexico City. Lomas de Tlatelolco ligger 197 meter över havet och antalet invånare är 1 086.
Terrängen runt Lomas de Tlatelolco är kuperad. Runt Lomas de Tlatelolco är det tätbefolkat, med 913 invånare per kvadratkilometer. Närmaste större samhälle är Tijuana, 19,0 km väster om Lomas de Tlatelolco. Omgivningarna runt Lomas de Tlatelolco är i huvudsak ett öppet busklandskap.